# Het spoorwegongeluk
Het spoorwegongeluk is een hoorspel van Jeannine Raylambert. L’accident werd op 23 januari 1962 uitgezonden door de Radio Télévision Française. Hélène Swildens vertaalde het en de TROS zond het uit op woensdag 16 mei 1973 (met een herhaling op woensdag 27 september 1978). De regisseur was Harry Bronk. De uitzending duurde 52 minuten.

## Rolbezetting
- Ellen Vogel (Françoise)
- Coen Flink (Gérard)
- Jules Croiset (Bruno)

## Inhoud
Gérard ligt met een gebroken been aan bed gekluisterd. Zijn vrouw moet zoals elke donderdagmiddag naar haar tante op bezoek. Ze moet wel opschieten, anders haalt ze de trein niet, wat haar overigens nog nooit is overkomen. Dan is er nog een schilder, die dankzij een tip van Gérard het vrijgekomen atelier boven hen heeft kunnen betrekken. Zij kenden elkaar al uit hun studententijd. De onderlinge contacten waren heel vredig en plezierig, tot het moment dat uren na het vertrek van de vrouw via de nieuwsberichten bekend wordt dat de bewuste trein is verongelukt. De schilder komt in hoogste opwinding het bericht aan Gérard vertellen. De ontsteltenis van beide mannen is hevig en hun geduld wordt zwaar op de proef gesteld, omdat er nog geen namen van slachtoffers bekend zijn. In die gespannen situatie komen er langzaam aan onthutsende feiten over de vrouw aan het licht, die tot het “onontkoombare” einde moeten leiden…